# Zengővárkony
Zengővárkony (Kroatisch: Vakonja, Duits: Warkom) is een plaats (község) en gemeente in het Hongaarse comitaat Baranya. Zengővárkony telt 393 inwoners (2015).
Het dorp is een eiermuseum, dorpsmuseum en een stromuseum rijk.